# جيرمان إغليسياس
جيرمان إغليسياس (بالإسبانية: Germain Iglesias)‏ (10 نوفمبر 1959 بليما في بيرو - ) هو لاعب كرة قدم بيروفي في مركز الوسط. لعب مع سان خوزيه إيرث كويكس وBrooklyn Italians ‏ وBuffalo Stallions ‏ وشيكاغو ستينغ.

## وصلات خارجية
- جيرمان إغليسياس على موقع قاعدة بيانات كرة القدم.إي يو (الإنجليزية)